# 学校法人須賀学園
学校法人須賀学園（がっこうほうじん すかがくえん）は、栃木県宇都宮市に本部を置く学校法人の一つ。宇都宮短期大学附属高等学校・宇都宮短期大学附属中学校を中心に運営している。

## 歴代理事長
- 須賀友正 - 初代
- 須賀淳 - 二代
- 須賀英之 - 三代

## 設置教育機関
- 宇都宮共和大学（旧称・那須大学）
- 宇都宮短期大学
- 宇都宮短期大学附属高等学校
- 宇都宮短期大学附属中学校

宇都宮市に3キャンパス（睦町、宇都宮シティ、長坂）、那須塩原市に1キャンパス（那須）を置く。
- 睦町キャンパス - 宇都宮短期大学附属中学校・高等学校と法人本部を設置[2]。
- 宇都宮シティキャンパス - 宇都宮共和大学シティライフ学部を設置[2]。
- 長坂キャンパス - 宇都宮共和大学子ども生活学部と宇都宮短期大学を設置[2]。
- 那須キャンパス - 宇都宮共和大学シティライフ学部を設置[2]。

## 沿革
- 1900年（明治33年）11月3日 - 須賀栄子が宇都宮市西塙田町に共和裁縫教習所を開校[3]
- 1901年（明治34年） - 共和裁縫女学校に校名変更[4]
- 1924年（大正13年）3月24日 - 文部大臣の認可により宇都宮須賀女学校に校名変更[5]
- 1946年（昭和21年） - 須賀高等女学校に校名変更[6]
- 1948年（昭和23年） - 新学制により宇都宮須賀高等学校に校名変更[6]
- 1951年（昭和26年）1月 - 私立学校法の制定により学校法人須賀学園に組織変更
- 1967年（昭和42年）4月1日 - 宇都宮市下荒針町に宇都宮短期大学を開学[7]
- 1968年（昭和43年）9月1日 - 宇都宮須賀高等学校を宇都宮短期大学附属高等学校に校名を変更[7]
- 1983年（昭和58年）4月1日 - 宇都宮短期大学附属中学校を設置し中高一貫教育開始[8]
- 1999年（平成11年）4月1日 - 黒磯市（現・那須塩原市）鹿野崎に那須大学を開学[9]
- 2001年（平成13年）4月1日 - 宇都宮短期大学に人間福祉学科設置
- 2005年（平成17年）8月4日 - 高校・中学隣接地の日本たばこ産業宇都宮支店跡地を購入、既存建物を改装した須賀学園教育会館オープン[10]。
- 2006年（平成18年）4月 - 那須大学を宇都宮共和大学に改称[11]
- 2009年（平成21年）4月 - 宇都宮共和大学の本部を宇都宮シティキャンパスに移転
- 2011年（平成23年）4月 - 宇都宮共和大学に子ども生活学部子ども生活学科設置
- 2017年（平成29年）6月 - 宇都宮市飯田町に硬式野球場竣工[12]
- 2019年（平成31年）4月1日 - 宇都宮短期大学に食物栄養学科設置